# ランス (パ＝ド＝カレー県)
ランス(Lens [lɑ̃s] ( 音声ファイル))は、フランス北部・オー＝ド＝フランス地域圏パ＝ド＝カレー県にある都市。ベルギー国境に近い。

## 歴史
三十年戦争（1618年〜1648年）でのフランスの勝利を決定づける「ランスの戦い」の舞台である。近代は炭鉱により栄えたが、現在は閉山されている。

## 美術
2012年12月、炭鉱跡地にルーヴル美術館の分館が開館した。設計は日本の設計事務所SANAA（妹島和世・西沢立衛）と、アメリカのイムレー・カルバート（Imrey-Culbert）社が手掛けた。

## スポーツ
ランスではサッカーが最も人気のスポーツとなっており、プロサッカーリーグのリーグ・アンに所属するRCランスのホームタウンである。ホームスタジアムはスタッド・フェリックス・ボラールであり、UEFA欧州選手権1984や1998年フランスW杯などの試合会場としても使用されている。
なお、フランスにはスタッド・ランスというクラブも存在するが、ホームタウンは「マルヌ県・ランス」という別の自治体である。

## 出身者
- ジュリー・マロ - 漫画家
- パスカル・シガン - サッカー選手
- ジョゼ・ベヤールト - 自転車競技選手
- ノルディーヌ・ウバーリ - プロボクサー[1]